# Prevoditelj
 Ovo je glavno značenje pojma Prevoditelj. Za druga značenja pogledajte Jezični prevoditelj.
Prevoditelj je osoba koja se bavi prijevodom s jednog jezika na drugi.
U praksi postoji nekoliko tipova zanimanja prevoditelja:
- sudski tumač (prevoditelj) je osoba koja zadovoljava uvjete koje definira "Pravilnik o stalnim sudskim tumačima"[1]
- simultani prevoditelj - prevoditelj koji prevodi istovremeno dok sluša govornika
- književni prevoditelj - prevoditelj koji prevodi književna i književno relevantna djela (prozu, poeziju, teoriju, kritiku i sl.)

U Hrvatskoj po završetku jezičnog studija na Filozofskom fakultetu moguće je pristupiti doškolovanju za prevoditelja.

## Društva
U Hrvatskoj prema zanimanjima postoji nekoliko društava prevoditelja:
- Društvo sudskih tumača i prevoditelja[2]
- Hrvatsko društvo konferencijskih prevoditelja[3]
- Hrvatsko društvo znanstvenih i tehničkih prevoditelja[4]
- Društvo hrvatskih književnih prevodilaca[5]